# Каймито (Колумбия)
Каймито (исп. Caimito) — город и муниципалитет на севере Колумбии, на территории департамента Сукре. Входит в состав субрегиона Сан-Хорхе.

## История
Поселение, из которого позднее вырос город, было основано 24 июня 1607 года.

## Географическое положение

Муниципалитет Каймито

Город расположен в юго-западной части департамента, в пределах Прикарибской низменности, на берегу озера Сьенага-де-Каймито, на расстоянии приблизительно 62 километров к юго-востоку от города Синселехо, административного центра департамента. Абсолютная высота — 29 метров над уровнем моря.
Муниципалитет Каймито граничит на севере и востоке с территорией муниципалитета Сан-Бенито-Абад, на юге— с муниципалитетом Сан-Маркос, на западе— с муниципалитетом Ла-Уньон, на северо-западе— с территорией департамента Кордова. Площадь муниципалитета составляет 407 км².

## Население
По данным Национального административного департамента статистики Колумбии, совокупная численность населения города и муниципалитета в 2015 году составляла 12 077 человек.
Динамика численности населения муниципалитета по годам:
| 2005   | 2006   | 2007   | 2008   | 2009   | 2010   | 2011   | 2012   | 2013   | 2014   | 2015   |
| ------ | ------ | ------ | ------ | ------ | ------ | ------ | ------ | ------ | ------ | ------ |
| 11 048 | 11 154 | 11 248 | 11 342 | 11 440 | 11 537 | 11 643 | 11 745 | 11 860 | 11 962 | 12 077 |

Согласно данным переписи 2005 года мужчины составляли 53,3 % от населения Каймито, женщины — соответственно 46,7 %. В расовом отношении белые и метисы составляли 95,1 % от населения города; негры, мулаты и райсальцы — 4,5 %, индейцы — 0,4 %.
Уровень грамотности среди всего населения составлял 69,2 %.

## Экономика
Основу экономики Каймито составляют сельское хозяйство и рыболовство.

59,5 % от общего числа городских и муниципальных предприятий составляют предприятия торговой сферы, 36 % — предприятия сферы обслуживания, 4 % — промышленные предприятия, 0,5 % — предприятия иных отраслей экономики.